# SAR Académicos en riesgo
SAR Académicos en riesgo - Scholars at Risk  es una red internacional de instituciones académicas organizadas, con sede en Estados Unidos de América, para apoyar y defender los principios de la libertad académica.
Pertenecen a la red más de 100 universidades y colegios en los Estados Unidos, más de 60 instituciones en el Reino Unido, y otras 60 instituciones del resto del mundo. SAR también mantiene afiliaciones con otras asociaciones y organizaciones con objetivos afines, incluida la red para la educación y los derechos académicos, ubicada en Reino Unido Network for Education and Academic Rights, la red africana de libertad académica -African Academic Freedom Network-, la sociedad árabe para la libertad académica -Arab Society for Academic Freedom-, la red española del Grupo de 9 Universidades, una red de Israel -Israel Network-, la red de universidades irlandesas de SAR, la fundación para estudiantes refugiados -UAF- de los Países Bajos, y la Red de Universidades del Reino Unido.
SAR fue fundada durante el Programa de Derechos Humanos de la Universidad de Chicago en 1999. Tiene su sede en el campus de Greenwich Village de la Universidad de Nueva York. Rob Quinn es el director de Académicos en Riesgo.